# Konstantin Nowikow
Konstantin Aleksandrowicz Nowikow (ros. Константин Александрович Новиков, ur. 22 października?/4 listopada 1910 we wsi Czencowo k. Aleksina w guberni tulskiej, zm. 7 listopada 1974 w Moskwie) – radziecki polityk, przewodniczący Obwodowego Komitetu Wykonawczego w Archangielsku (1957-1960).
W latach 1930–1932 działacz Komsomołu, od 1932 członek WKP(b), 1932-1935 służył w marynarce wojennej. 1936-1938 pracował w sekretariacie Komitetu Wykonawczego Międzynarodówki Komunistycznej, od 1939 sekretarz komitetu WKP(b) Moskiewskiego Instytutu Chemiczno-Technologicznego, później sekretarz komitetu rejonowego WKP(b) w Moskwie. 1945-1951 II sekretarz Komitetu Miejskiego Komunistycznej Partii (bolszewików) Łotwy w Rydze, 1951-1952 zastępca przewodniczącego Rady Ministrów Łotewskiej SRR, od 1952 do czerwca 1953 II sekretarz Komitetu Obwodowego KP Łotwy w Rydze. Od 1953 do stycznia 1956 kierownik wydziału Krasnojarskiego Krajowego Komitetu KPZR, od stycznia 1956 do marca 1957 II sekretarz Komitetu Obwodowego KPZR w Archangielsku. Od 18 marca 1957 do 12 listopada 1960 przewodniczący Komitetu Wykonawczego Rady Obwodowej w Archangielsku, od listopada 1960 do 24 marca 1967 I sekretarz Komitetu Obwodowego KPZR w Archangielsku. Od 31 października 1961 do 30 marca 1971 zastępca członka KC KPZR, od 22 marca 1967 do śmierci przewodniczący Państwowego Komitetu Rady Ministrów Rosyjskiej FSRR ds. wykorzystywania zasobów pracowniczych. Deputowany do Rady Najwyższej ZSRR 6 i 7 kadencji. Pochowany na cmentarzu Nowodziewiczym.

## Odznaczenia
- Order Lenina (dwukrotnie)
- Order Czerwonego Sztandaru Pracy (czterokrotnie)
- Order Czerwonej Gwiazdy
- Order „Znak Honoru”